# جغرافیای زیست‌محیطی
جغرافیای زیست‌محیطی یا جغرافیای یکپارچه (به انگلیسی: Integrated geography) شاخه‌ای از جغرافیا است که به توصیف جنبه‌های فضایی از تعامل میان انسان و جهان طبیعی می‌پردازد و نیازمند درک درستی از جنبه‌های سنتی جغرافیای فیزیکی و انسانی، و نیز روش‌هایی که در آن جوامع انسانی محیط زیست را درک کنند، می‌باشد. جغرافیای زیست‌محیطی در جایگاه پلی میان جغرافیای انسانی و فیزیکی، و در نتیجه هم‌افزایی تخصص از این دو زیرحوزه است. علاوه بر این، هم‌بستگی انسان با محیط زیست به عنوان یک پیامد جهانی شدن و دگرگونی‌های فناوری تغییر کرده، و روی‌کرد تازه‌ای برای درک رابطهٔ پویا و تغییرات، مورد نیاز بوده‌است. نمونه‌هایی از زمینه‌های پژوهشی در جغرافیای زیست‌محیطی عبارت است: از مدیریت بحران، مدیریت محیط زیست، توسعهٔ پایدار و بوم‌شناسی سیاسی.